# Chascomús (partido)
Le partido de Chascomús est une subdivision de la province argentine de Buenos Aires. Fondé en 1801, sa capitale est Chascomús.

## Villes et localités
- Chascomús, chef-lieu
- Chascomús Country Club, communauté fermée située dans la ville de Chascomús